# 讷维尔莱勒伊
讷维尔莱勒伊（法語：Neuville-lès-Lœuilly，法語發音：[nøvil lɛ lœji]，意为“勒伊附近的讷维尔”）是法国上法蘭西大區索姆省的一个旧市镇，属于亚眠区。2019年，讷维尔莱勒伊与邻近的2个市镇合并为新市镇奥德塞勒。

## 地理
讷维尔莱勒伊（49°47'28"N, 2°11'0"E）面积3.17 平方千米，位于法国上法蘭西大區索姆省，该省份为法国北部沿海省份，北起加来海峡省和北部省，西接滨海塞纳省和大西洋英吉利海峡，南至瓦兹省，东临埃纳省。
与讷维尔莱勒伊接壤的市镇（或旧市镇、城区）包括：。
讷维尔莱勒伊的时区为UTC+01:00、UTC+02:00（夏令时）。

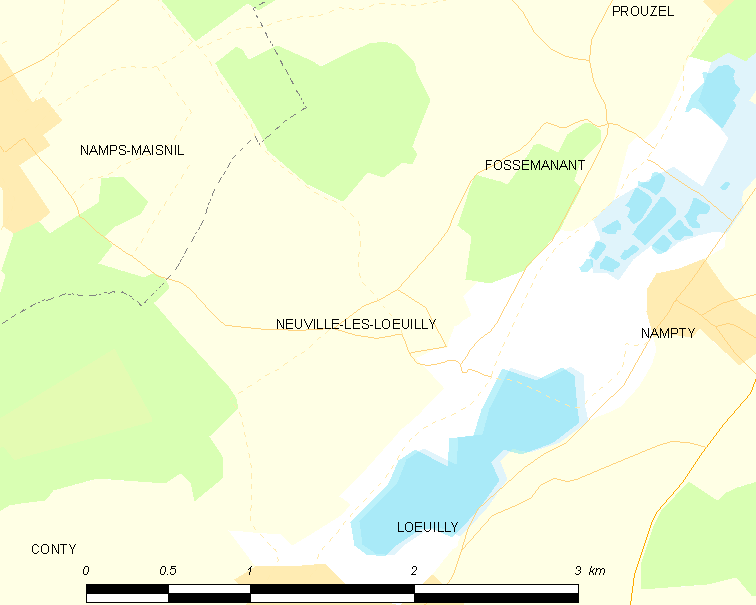
讷维尔莱勒伊的OSM定位图

## 行政
讷维尔莱勒伊的邮政编码为80160，INSEE市镇编码为80594。

## 政治
讷维尔莱勒伊所属的省级选区为努瓦河畔阿伊县。

## 人口

1962-2008年间讷维尔莱勒伊人口变化图示

讷维尔莱勒伊于2018年1月1日时的人口数量为129人。